# Adranes lecontei
Adranes lecontei är en skalbaggsart som beskrevs av Brendel 1865. Adranes lecontei ingår i släktet Adranes och familjen kortvingar. Inga underarter finns listade i Catalogue of Life.